# Raphael Matos

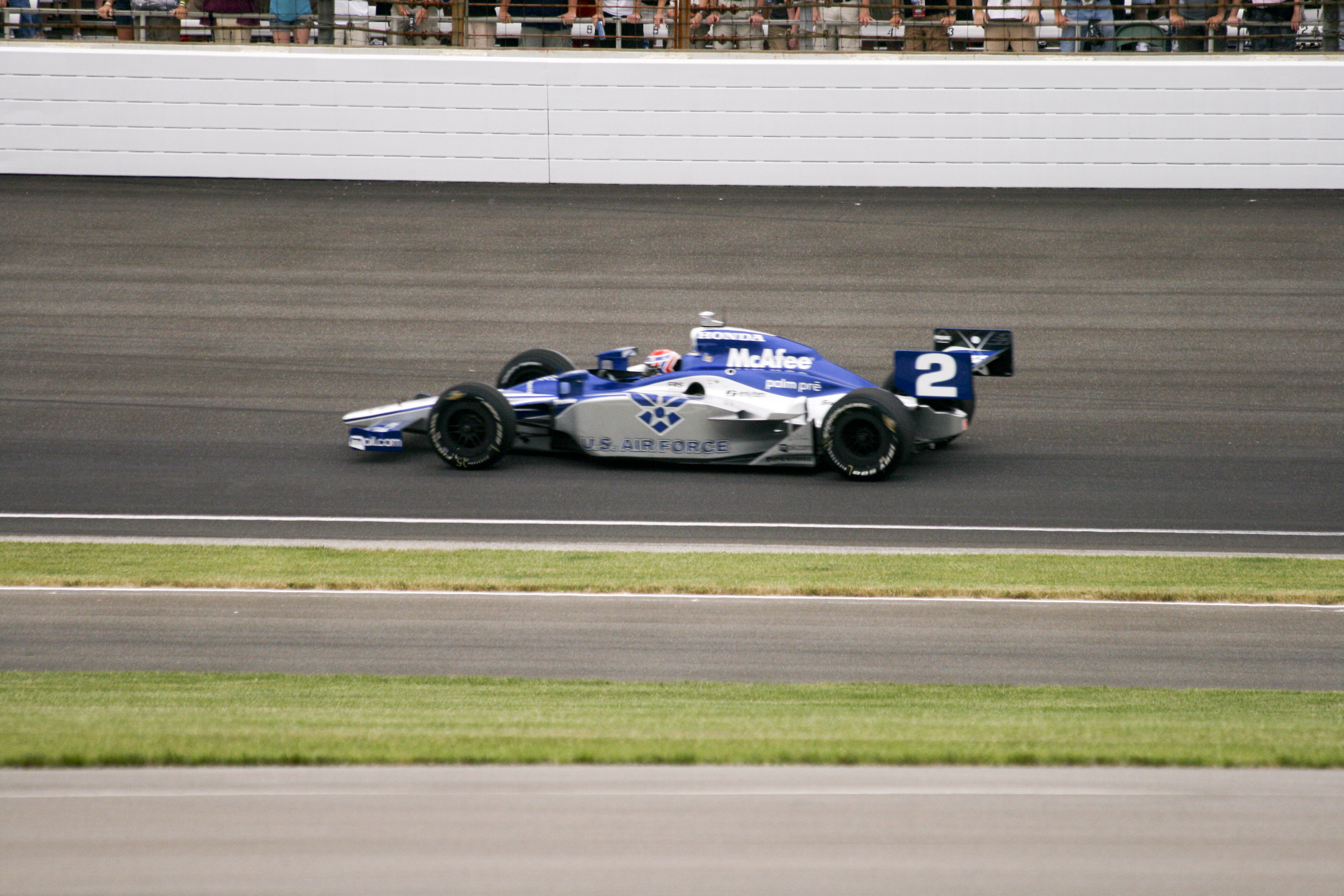
Matos op de Indianapolis Motor Speedway in 2009

Raphael Matos (Belo Horizonte, 28 augustus 1981) is een Braziliaans autocoureur.

## Carrière
Matos verhuisde in 2002 van zijn geboorteland naar de Verenigde Staten om een autosportcarrière uit te bouwen. Hij reed in 2004 en 2005 in de Star Mazda Series, een opstapklasse in de Amerikaanse autosport. Het tweede jaar won hij het kampioenschap. In 2006 kwam hij aan de start van het Atlantic Championship, dat hij een jaar later won. In 2008 reed hij in de Indy Lights series, waar hij drie races won dat seizoen en ook in deze klasse haalde hij de kampioenstitel binnen. In 2009 stapte hij over naar de IndyCar Series, waar hij zal aantrad voor Luczo-Dragon Racing. Hij eindigde zijn debuutjaar op een dertiende plaats wat hem de trofee Rookie of the Year opleverde. In 2010 eindigde hij op de veertiende plaats in het kampioenschap met als uitschieters twee vierde plaatsen, op het stratencircuit São Paulo en op Watkins Glen. In 2011 rijdt hij een beperkt programma voor AFS Racing.
Matos reed in het A1GP seizoen 2006-2007 voor het Braziliaanse race team. Hij werd zesde in de sprintrace en zevende in de hoofdrace op het stratencircuit van Beijing, het beste resultaat van het Braziliaanse team dat seizoen.

## Resultaten
IndyCar Series resultaten (aantal gereden races, aantal maal in de top 5 van een race, eindpositie kampioenschap en punten)
| Jaar | Races | 1ste | 2de | 3de | 4de | 5de | Rang | Ptn |
| ---- | ----- | ---- | --- | --- | --- | --- | ---- | --- |
| 2009 | 17    | -    | -   | -   | -   | -   | 13   | 312 |
| 2010 | 17    | -    | -   | -   | 2   | -   | 14   | 290 |
| 2011 | 4     | -    | -   | -   | -   | -   | 30   | 67  |

### Resultaten Indianapolis 500
| Jaar | Chassis | Motor | Start | Finish | Team                          |
| ---- | ------- | ----- | ----- | ------ | ----------------------------- |
| 2009 | Dallara | Honda | 12    | 22     | Luczo-Dragon Racing           |
| 2010 | Dallara | Honda | 12    | 29     | De Ferran Luczo Dragon Racing |
| 2011 | Dallara | Honda | DNQ   | DNQ    | AFS Racing                    |